# 栃木県道101号宝積寺停車場線
栃木県道101号宝積寺停車場線（とちぎけんどう101ごう ほうしゃくじていしゃじょうせん）は、栃木県塩谷郡高根沢町に位置する一般県道である。

## 概要
高根沢町の県道宇都宮那須烏山線宝積寺バイパスとJR宇都宮線（東北線）・烏山線 宝積寺駅を連絡する道路。沿線は高根沢町の中心街に当たり、町役場等の施設が位置しているほか、町内では宝積寺バイパス沿線に次ぐ商業集積地である。

## 路線データ
- 総延長：1.752km[1]
- 実延長：1.752km[1]
- 起点：栃木県塩谷郡高根沢町大字宝積寺（宝積寺停車場）
- 終点：栃木県塩谷郡高根沢町大字石末（石末交差点＝栃木県道10号宇都宮那須烏山線交点）
- 認定：1961年（昭和36年）4月1日

## 通過する自治体
- 栃木県
  - 塩谷郡高根沢町

## 歴史
- 1961年（昭和36年）4月1日 - 一般県道として認定。

## 交通量
24時間自動車類交通量（台/日）
- 2,947（推定値）

## 沿線施設
- JR宇都宮線 宝積寺駅
- 足利銀行宝積寺支店
- 栃木県警さくら警察署 高根沢交番
- 高根沢町役場